# Az Amerikai Egyesült Államok az 1968. évi téli olimpiai játékokon
Az Amerikai Egyesült Államok a franciaországi Grenoble-ban megrendezett 1968. évi téli olimpiai játékok egyik részt vevő nemzete volt. Az országot az olimpián 10 sportágban 95 sportoló képviselte, akik összesen 7 érmet szereztek.

## Érmesek
| Érem  | Versenyző       | Sportág        | Versenyszám  |
| ----- | --------------- | -------------- | ------------ |
| Arany | Peggy Fleming   | Műkorcsolya    | Női egyéni   |
| Ezüst | Terry McDermott | Gyorskorcsolya | Férfi 500 m  |
| Ezüst | Jenny Fish      | Gyorskorcsolya | Női 500 m    |
| Ezüst | Dianne Holum    | Gyorskorcsolya | Női 500 m    |
| Ezüst | Mary Meyers     | Gyorskorcsolya | Női 500 m    |
| Ezüst | Tim Wood        | Műkorcsolya    | Férfi egyéni |
| Bronz | Dianne Holum    | Gyorskorcsolya | Női 1000 m   |

## Alpesisí
Férfi
| Versenyző     | Versenyszám      | Selejtező | Selejtező | Selejtező | Selejtező | Döntő         | Döntő         | Döntő    | Döntő    | Döntő         | Döntő         |
| Versenyző     | Versenyszám      | 1. futam  | 1. futam  | 2. futam  | 2. futam  | 1. futam      | 1. futam      | 2. futam | 2. futam | Összesítés    | Összesítés    |
| Versenyző     | Versenyszám      | Idő       | Hely.     | Idő       | Hely.     | Idő           | Hely.         | Idő      | Hely.    | Idő           | Helyezés      |
| ------------- | ---------------- | --------- | --------- | --------- | --------- | ------------- | ------------- | -------- | -------- | ------------- | ------------- |
| Jim Barrows   | Lesiklás         |           |           |           |           |               |               |          |          | nem ért célba | nem ért célba |
| Rick Chaffee  | Műlesiklás       | 54,28     | 1.        |           |           | 49,95         | 10.           | 51,24    | 10.      | 1:41,19       | 9.            |
| Rick Chaffee  | Óriás-műlesiklás |           |           |           |           | 1:46,44       | 13.           | 1:49,75  | 14.      | 3:36,19       | 15.           |
| Jere Elliott  | Lesiklás         |           |           |           |           |               |               |          |          | nem ért célba | nem ért célba |
| Jimmy Heuga   | Műlesiklás       | 52,34     | 1.        |           |           | 49,96         | 11.           | 51,01    | 9.       | 1:40,97       | 7.            |
| Jimmy Heuga   | Óriás-műlesiklás |           |           |           |           | 1:45,46       | 7.            | 1:48,43  | 9.       | 3:33,89       | 10.           |
| Billy Kidd    | Lesiklás         |           |           |           |           |               |               |          |          | 2:03,40       | 18.           |
| Billy Kidd    | Műlesiklás       | 53,37     | 1.        |           |           | nem ért célba | nem ért célba | kiesett  | kiesett  | kiesett       | kiesett       |
| Billy Kidd    | Óriás-műlesiklás |           |           |           |           | 1:45,91       | 8.            | 1:46,46  | 1.       | 3:32,37       | 5.            |
| Dennis McCoy  | Lesiklás         |           |           |           |           |               |               |          |          | 2:04,82       | 21.           |
| Spider Sabich | Műlesiklás       | 53,52     | 2.        |           |           | 49,75         | 4.            | 50,74    | 7.       | 1:40,49       | 5.            |
| Spider Sabich | Óriás-műlesiklás |           |           |           |           | 1:46,34       | 12.           | 1:49,81  | 15.      | 3:36,15       | 14.           |

Női
| Versenyző        | Versenyszám      | 1. futam | 1. futam | 2. futam | 2. futam | Összesítés | Összesítés |
| Versenyző        | Versenyszám      | Idő      | Hely.    | Idő      | Hely.    | Idő        | Helyezés   |
| ---------------- | ---------------- | -------- | -------- | -------- | -------- | ---------- | ---------- |
| Wendy Allen      | Műlesiklás       | kizárták | kizárták | kiesett  | kiesett  | kiesett    | kiesett    |
| Wendy Allen      | Óriás-műlesiklás |          |          |          |          | 2:00,03    | 22.        |
| Suzy Chaffee     | Lesiklás         |          |          |          |          | 1:48,50    | 28.        |
| Suzy Chaffee     | Óriás-műlesiklás |          |          |          |          | 1:58,38    | 17.        |
| Kiki Cutter      | Lesiklás         |          |          |          |          | 1:44,94    | 17.        |
| Kiki Cutter      | Műlesiklás       | kizárták | kizárták | kiesett  | kiesett  | kiesett    | kiesett    |
| Kiki Cutter      | Óriás-műlesiklás |          |          |          |          | 1:59,52    | 21.        |
| Rosie Fortna     | Műlesiklás       | kizárták | kizárták | kiesett  | kiesett  | kiesett    | kiesett    |
| Judy Nagel       | Műlesiklás       | 40,19    | 1.       | kizárták | kizárták | kiesett    | kiesett    |
| Judy Nagel       | Óriás-műlesiklás |          |          |          |          | 1:57,39    | 12.        |
| Sandy Shellworth | Lesiklás         |          |          |          |          | 1:46,53    | 21.        |

## Biatlon
| Versenyző                                                 | Versenyszám      | Lövőhiba | Időeredmény | Helyezés |
| --------------------------------------------------------- | ---------------- | -------- | ----------- | -------- |
| Jonathan Chaffee                                          | 20 km egyéni     | 11       | 1:34:21,1   | 49.      |
| Bill Spencer                                              | 20 km egyéni     | 10       | 1:30:17,7   | 37.      |
| Ralph Wakley                                              | 20 km egyéni     | 5        | 1:27:32,9   | 27.      |
| Edward Williams                                           | 20 km egyéni     | 9        | 1:32:24,5   | 45.      |
| Ralph Wakley Edward Williams Bill Spencer John Ehrensbeck | 4 × 7,5 km váltó | 8        | 2:28:35,5   | 8.       |

## Bob
| Versenyző                                           | Versenyszám | 1. futam | 1. futam | 2. futam | 2. futam | 3. futam | 3. futam | 4. futam | 4. futam | Összesítés | Összesítés |
| Versenyző                                           | Versenyszám | Idő      | Hely.    | Idő      | Hely.    | Idő      | Hely.    | Idő      | Hely.    | Idő        | Helyezés   |
| --------------------------------------------------- | ----------- | -------- | -------- | -------- | -------- | -------- | -------- | -------- | -------- | ---------- | ---------- |
| Paul Lamey Robert Huscher                           | Kettes      | 1:11,30  | 8.       | 1:11,54  | 4.       | 1:11,04  | 6.       | 1:12,15  | 9.       | 4:46,03    | 6.         |
| Howard Clifton Michael Luce                         | Kettes      | 1:12,10  | 14.      | 1:12,18  | 10.      | 1:11,88  | 9.       | 1:13,15  | 15.      | 4:49,31    | 11.        |
| Bill Hickey Howard Clifton Michael Luce Paul Savage | Négyes      | 1:11,45  | 14.      | 1:08,92  | 14.      |          |          |          |          | 2:20,37    | 15.        |
| Bob Said David Dunn Robert Crowley Phil Duprey      | Négyes      | 1:11,08  | 11.      | 1:08,48  | 10.      |          |          |          |          | 2:19,56    | 10.        |

## Északi összetett
| Versenyző  | Síugrás  | Síugrás  | Síugrás  | Síugrás  | Síugrás  | Síugrás  | Síugrás | Síugrás | Sífutás | Sífutás | Sífutás | Összesítés | Összesítés |
| Versenyző  | 1. ugrás | 1. ugrás | 2. ugrás | 2. ugrás | 3. ugrás | 3. ugrás | Össz.   | Össz.   | Sífutás | Sífutás | Sífutás | Összesítés | Összesítés |
| Versenyző  | Távolság | Pont     | Távolság | Pont     | Távolság | Pont     | Pont    | Hely.   | Idő     | Pont    | Hely.   | Pont       | Helyezés   |
| ---------- | -------- | -------- | -------- | -------- | -------- | -------- | ------- | ------- | ------- | ------- | ------- | ---------- | ---------- |
| John Bower | 69,5     | 104,2    | 69,5     | 101,0    | 70,0     | (99,4)   | 205,2   | 14.     | 51:00,1 | 205,96  | 16.     | 411,16     | 13.        |
| Georg Krog | 73,0     | 105,4    | 74,0     | 106,8    | 72,0     | (100,2)  | 212,2   | 11.     | 53:55,9 | 171,56  | 33.     | 383,76     | 22.        |
| Jim Miller | 60,0     | (70,5)   | 67,5     | 85,1     | 67,5     | 86,5     | 171,6   | 35.     | 50:56,0 | 206,78  | 15.     | 378,38     | 26.        |
| Tom Upham  | 60,5     | (80,9)   | 67,5     | 92,2     | 66,5     | 90,0     | 182,2   | 31.     | 56:30,5 | 142,97  | 40.     | 325,17     | 39.        |

## Gyorskorcsolya
Férfi
| Versenyző       | Versenyszám | Eredmény | Helyezés |
| --------------- | ----------- | -------- | -------- |
| Neil Blatchford | 500 m       | 40,7     | 5.**     |
| Roger Capan     | 1500 m      | 2:13,6   | 34.*     |
| Bill Cox        | 5000 m      | 7:58,1   | 25.      |
| Bill Cox        | 10 000 m    | 17:08,2  | 25.      |
| Tom Gray        | 500 m       | 41,6     | 21.*     |
| Bill Lanigan    | 1500 m      | 2:11,7   | 24.*     |
| Bill Lanigan    | 5000 m      | 7:57,7   | 24.      |
| Bill Lanigan    | 10 000 m    | 16:50,1  | 21.      |
| Wayne LeBombard | 1500 m      | 2:11,2   | 23.      |
| Wayne LeBombard | 5000 m      | 8:03,8   | 28.      |
| Terry McDermott | 500 m       | 40,5     | *        |
| John Wurster    | 500 m       | 40,7     | 5.**     |
| Richard Wurster | 1500 m      | 2:08,4   | 19.      |

Női
| Versenyző         | Versenyszám | Eredmény | Helyezés |
| ----------------- | ----------- | -------- | -------- |
| Jeanne Ashworth   | 1000 m      | 1:34,7   | 7.       |
| Jeanne Ashworth   | 1500 m      | 2:30,3   | 16.      |
| Jeanne Ashworth   | 3000 m      | 5:14,0   | 10.      |
| Toy Dorgan        | 3000 m      | 5:17,6   | 14.      |
| Jenny Fish        | 500 m       | 46,3     | **       |
| Jenny Fish        | 1000 m      | 1:38,4   | 23.      |
| Dianne Holum      | 500 m       | 46,3     | **       |
| Dianne Holum      | 1000 m      | 1:33,4   |          |
| Dianne Holum      | 1500 m      | 2:28,5   | 13.      |
| Mary Meyers       | 500 m       | 46,3     | **       |
| Jeanne Omelenchuk | 1500 m      | 2:35,5   | 25.      |
| Jeanne Omelenchuk | 3000 m      | 5:14,9   | 11.      |

* - egy másik versenyzővel azonos eredményt ért el

** - két másik versenyzővel azonos eredményt ért el

## Jégkorong
| Amerikai férfi jégkorongcsapat-játékoskeret                                              | Amerikai férfi jégkorongcsapat-játékoskeret                                                      | Amerikai férfi jégkorongcsapat-játékoskeret                                             |
| ---------------------------------------------------------------------------------------- | ------------------------------------------------------------------------------------------------ | --------------------------------------------------------------------------------------- |
| - Herb Brooks - John Cunniff - John Dale - Craig Falkman - Robert Gaudreau - Paul Hurley | - Thomas Hurley - Leonard Lilyholm - James Logue - John Morrison - Louis Nanne - Robert Paradise | - Lawrence Pleau - Bruce Riutta - Don Ross - Pat Rupp - Larry Stordahl - Douglas Volmar |

### Eredmények
- Az Egyesült Államok nem játszott selejtezőt.

Döntő csoportkör
| 1968. február 6. | Csehszlovákia (TCH) | 5 – 1 (1–1, 2–0, 2–0) | Egyesült Államok | Grenoble |

|  |  |  |  |  |
|  |  |  |  |  |
|  |  |  |  |  |
|  |  |  |  |  |

| 1968. február 7. | Svédország (SWE) | 4 – 3 (0–0, 4–2, 0–1) | Egyesült Államok | Grenoble |

|  |  |  |  |  |
|  |  |  |  |  |
|  |  |  |  |  |
|  |  |  |  |  |

| 1968. február 9. | Szovjetunió (URS) | 10 – 2 (6–0, 4–2, 0–0) | Egyesült Államok | Grenoble |

|  |  |  |  |  |
|  |  |  |  |  |
|  |  |  |  |  |
|  |  |  |  |  |

| 1968. február 11. | Kanada (CAN) | 3 – 2 (1–2, 0–0, 2–0) | Egyesült Államok | Grenoble |

|  |  |  |  |  |
|  |  |  |  |  |
|  |  |  |  |  |
|  |  |  |  |  |

| 1968. február 12. | Egyesült Államok (USA) | 8 – 1 (2–1, 4–0, 2–0) | NSZK | Grenoble |

|  |  |  |  |  |
|  |  |  |  |  |
|  |  |  |  |  |
|  |  |  |  |  |

| 1968. február 15. | Egyesült Államok (USA) | 6 – 4 (3–1, 1–1, 2–2) | NDK | Grenoble |

|  |  |  |  |  |
|  |  |  |  |  |
|  |  |  |  |  |
|  |  |  |  |  |

| 1968. február 17. | Finnország (FIN) | 1 – 1 (1–1, 0–0, 0–0) | Egyesült Államok | Grenoble |

|  |  |  |  |  |
|  |  |  |  |  |
|  |  |  |  |  |
|  |  |  |  |  |

Végeredmény
| Csapat           | M | Gy | D | V | G+ | G– | Gk  | P  |
| ---------------- | - | -- | - | - | -- | -- | --- | -- |
| Szovjetunió      | 7 | 6  | 0 | 1 | 48 | 10 | +38 | 12 |
| Csehszlovákia    | 7 | 5  | 1 | 1 | 33 | 17 | +16 | 11 |
| Kanada           | 7 | 5  | 0 | 2 | 28 | 15 | +13 | 10 |
| Svédország       | 7 | 4  | 1 | 2 | 23 | 18 | +5  | 9  |
| Finnország       | 7 | 3  | 1 | 3 | 17 | 23 | –6  | 7  |
| Egyesült Államok | 7 | 2  | 1 | 4 | 23 | 28 | –5  | 5  |
| NSZK             | 7 | 1  | 0 | 6 | 13 | 39 | –26 | 2  |
| NDK              | 7 | 0  | 0 | 7 | 13 | 48 | –35 | 0  |

| Csapat           | Helyezés |
| ---------------- | -------- |
| Egyesült Államok | 4.       |

## Műkorcsolya
| Versenyző                        | Versenyszám  | Kötelező elemek   | Kötelező elemek | Kűr               | Kűr   | Összesítés                     | Összesítés                     | Összesítés                     | Összesítés                     | Összesítés                     | Összesítés                     | Összesítés                     | Összesítés                     | Összesítés                     | Összesítés        | Összesítés        | Összesítés  | Összesítés | Összesítés |
| Versenyző                        | Versenyszám  | Kötelező elemek   | Kötelező elemek | Kűr               | Kűr   | Helyezési pontszámok bírónként | Helyezési pontszámok bírónként | Helyezési pontszámok bírónként | Helyezési pontszámok bírónként | Helyezési pontszámok bírónként | Helyezési pontszámok bírónként | Helyezési pontszámok bírónként | Helyezési pontszámok bírónként | Helyezési pontszámok bírónként | Több. hely. száma | Több. hely. össz. | Hely. össz. | Pont       | Helyezés   |
| Versenyző                        | Versenyszám  | Több. hely. száma | Hely.           | Több. hely. száma | Hely. | 1                              | 2                              | 3                              | 4                              | 5                              | 6                              | 7                              | 8                              | 9                              | Több. hely. száma | Több. hely. össz. | Hely. össz. | Pont       | Helyezés   |
| -------------------------------- | ------------ | ----------------- | --------------- | ----------------- | ----- | ------------------------------ | ------------------------------ | ------------------------------ | ------------------------------ | ------------------------------ | ------------------------------ | ------------------------------ | ------------------------------ | ------------------------------ | ----------------- | ----------------- | ----------- | ---------- | ---------- |
| Tim Wood                         | Férfi egyéni | 6×2+              | 2.              | 7×3+              | 3.    | 3,0                            | 2,0                            | 2,0                            | 1,0                            | 3,0                            | 3,0                            | 1,0                            | 1,0                            | 1,0                            | 6×2+              | 8,0               | 17,0        | 1891,6     |            |
| Gary Visconti                    | Férfi egyéni | 5×7+              | 6.              | 5×5+              | 5.    | 7,0                            | 6,0                            | 8,0                            | 5,0                            | 5,0                            | 5,0                            | 5,0                            | 5,0                            | 6,0                            | 5×5+              | 25,0              | 52,0        | 1810,2     | 5.         |
| John Misha Petkevich             | Férfi egyéni | 5×8+              | 8.              | 8×5+              | 4.    | 8,0                            | 5,0                            | 5,0                            | 6,0                            | 8,0                            | 6,0                            | 7,0                            | 6,0                            | 5,0                            | 6×6+              | 33,0              | 56,0        | 1806,2     | 6.         |
| Peggy Fleming                    | Női egyéni   | 9×1+              | 1.              | 8×1+              | 1.    | 1,0                            | 1,0                            | 1,0                            | 1,0                            | 1,0                            | 1,0                            | 1,0                            | 1,0                            | 1,0                            | 9×1+              | 9,0               | 9,0         | 1970,5     |            |
| Tina Noyes                       | Női egyéni   | 7×5+              | 5.              | 5×7+              | 7.    | 3,0                            | 6,0                            | 6,0                            | 5,0                            | 3,0                            | 4,0                            | 5,0                            | 3,0                            | 5,0                            | 7×5+              | 28,0              | 40,0        | 1797,3     | 4.         |
| Janet Lynn                       | Női egyéni   | 5×14+             | 14.             | 6×6+              | 6.    | 10,0                           | 10,0                           | 12,0                           | 10,0                           | 10,0                           | 10,0                           | 9,0                            | 7,0                            | 12,0                           | 6×10+             | 55,0              | 90,0        | 1698,7     | 9.         |
| Cynthia Kauffman Ronald Kauffman | Páros        | 5×5+              | 5.              | 5×7+              | 7.    | 8,0                            | 4,0                            | 7,0                            | 6,0                            | 9,0                            | 7,0                            | 6,0                            | 5,0                            | 6,0                            | 5×6+              | 27,0              | 58,0        | 297,0      | 6.         |
| Sandi Sweitzer Roy Wagelein      | Páros        | 6×9+              | 8.              | 6×7+              | 6.    | 7,0                            | 7,0                            | 6,0                            | 7,0                            | 8,0                            | 8,0                            | 7,0                            | 7,0                            | 7,5                            | 6×7+              | 41,0              | 64,5        | 294,5      | 7.         |
| JoJo Starbuck Kenneth Shelley    | Páros        | 6×14+             | 14.             | 5×12+             | 12.   | 14,0                           | 13,0                           | 12,0                           | 13,0                           | 14,0                           | 13,0                           | 16,0                           | 11,0                           | 15,0                           | 5×13+             | 62,0              | 121,0       | 276,0      | 13.        |

## Sífutás
Férfi
| Versenyző                                       | Versenyszám     | Eredmény  | Helyezés |
| ----------------------------------------------- | --------------- | --------- | -------- |
| Larry Damon                                     | 15 km           | 55:07,2   | 55.      |
| Larry Damon                                     | 50 km           | 2:41:25,2 | 32.      |
| Mike Elliott                                    | 15 km           | 52:40,8   | 41.      |
| Mike Elliott                                    | 30 km           | 1:42:22,6 | 29.      |
| Mike Elliott                                    | 50 km           | 2:40:38,5 | 30.      |
| Mike Gallagher                                  | 15 km           | 52:02,4   | 34.      |
| Mike Gallagher                                  | 30 km           | 1:41:58,2 | 27.      |
| Mike Gallagher                                  | 50 km           | 2:36:26,1 | 22.      |
| Bob Gray                                        | 15 km           | 53:24,8   | 48.      |
| Charles Kellogg                                 | 30 km           | 1:50:03,7 | 51.      |
| Charles Kellogg                                 | 50 km           | 2:44:00,4 | 36.      |
| Jon Lufkin                                      | 30 km           | 1:51:21,2 | 55.      |
| Mike Gallagher Mike Elliott Bob Gray John Bower | 4 × 10 km váltó | 2:21:30,4 | 12.      |

## Síugrás
| Versenyző    | Versenyszám | 1. ugrás | 1. ugrás | 1. ugrás | 2. ugrás | 2. ugrás | 2. ugrás | Összesítés | Összesítés |
| Versenyző    | Versenyszám | Távolság | Pont     | Hely.    | Távolság | Pont     | Hely.    | Pont       | Helyezés   |
| ------------ | ----------- | -------- | -------- | -------- | -------- | -------- | -------- | ---------- | ---------- |
| Bill Bakke   | Normálsánc  | 69,5     | 90,0     | 45.      | 70,0     | 90,8     | 35.      | 180,8      | 40.        |
| Bill Bakke   | Nagysánc    | 90,5     | 90,1     | 38.      | 87,5     | 85,4     | 35.*     | 175,5      | 34.        |
| John Balfanz | Normálsánc  | 72,5     | 97,8     | 35.*     | 68,5     | 91,9     | 33.      | 189,7      | 33.        |
| John Balfanz | Nagysánc    | 84,5     | 83,7     | 44.      | 85,5     | 86,1     | 34.      | 169,8      | 42.        |
| Jay Martin   | Nagysánc    | 85,0     | 81,4     | 47.      | 85,0     | 82,4     | 42.      | 163,8      | 43.        |
| Jay Rand     | Normálsánc  | 70,0     | 85,8     | 49.*     | 70,5     | 92,6     | 31.      | 178,4      | 42.        |
| Jay Rand     | Nagysánc    | 90,0     | 90,9     | 36.      | 86,0     | 83,8     | 39.      | 174,7      | 35.        |
| Adrian Watt  | Normálsánc  | 71,0     | 86,9     | 48.      | 68,0     | 87,1     | 45.      | 174,0      | 44.        |

* - egy másik versenyzővel azonos eredményt ért el

## Szánkó
| Versenyző                    | Versenyszám | 1. futam      | 1. futam      | 2. futam | 2. futam | 3. futam | 3. futam | Összesítés | Összesítés |
| Versenyző                    | Versenyszám | Idő           | Hely.         | Idő      | Hely.    | Idő      | Hely.    | Idő        | Helyezés   |
| ---------------------------- | ----------- | ------------- | ------------- | -------- | -------- | -------- | -------- | ---------- | ---------- |
| Mike Hessel                  | Férfi egyes | 1:00,00       | 29.           | 1:00,46  | 32.      | 1:00,16  | 29.      | 3:00,62    | 30.        |
| Kim Layton                   | Férfi egyes | 59,73         | 27.           | 59,45    | 23.      | 59,46    | 24.      | 2:58,64    | 26.        |
| James Murray                 | Férfi egyes | 1:00,34       | 32.           | 59,94    | 29.      | 59,72    | 26.      | 3:00,00    | 28.        |
| Robin Partch                 | Férfi egyes | 1:30,36       | 47.           | 59,78    | 28.      | 59,53    | 25.      | 3:29,67    | 46.        |
| Sheila Johansen              | Női egyes   | 51,21         | 15.           | 51,90    | 19.      | 52,36    | 18.      | 2:35,47    | 17.        |
| Kathleen Ann Roberts-Homstad | Női egyes   | 50,62         | 12.           | 51,04    | 15.      | 51,94    | 15.      | 2:33,60    | 14.        |
| Ellen Williams               | Női egyes   | 51,67         | 16.           | 51,09    | 16.      | 52,39    | 19.      | 2:35,15    | 16.        |
| Mike Hessel Jim Moriarty     | Kettes      | nem ért célba | nem ért célba | kiesett  | kiesett  |          |          | kiesett    | kiesett    |